# Neenchelys retropinna
Neenchelys retropinna is een straalvinnige vissensoort uit de familie van slangalen (Ophichthidae). De wetenschappelijke naam van de soort is voor het eerst geldig gepubliceerd in 1983 door Smith & Böhlke.